# Inversion de la courbe des taux
L'inversion de la courbe des taux (ou inversion de la courbe des rendements) est un phénomène macroéconomique qui se caractérise par des taux d'intérêt de long terme qui deviennent moins élevés que des taux d'intérêt de court termes. Cette situation, exceptionnelle, se produit dans les mois qui précèdent une récession économique.

## Concept

### Situation initiale
Afin de se financer sur les marchés financiers, les États peuvent émettre des titres de dette publique sous forme d'obligations. Ces obligations permettent à leur détenteur de recevoir une rémunération qui est égale au taux d'intérêt de l'obligation : une obligation de 100€ avec un taux de 1% permet à son détenteur de recevoir 1€ d'intérêt. Afin de se financer sur le court et le long terme, les États émettent des obligations de court terme (1 an ou moins), et de long terme (plus d'1 an). 
En temps normal, dans une économie saine, les obligations à long terme ont un taux d'intérêt plus élevé que les obligations de court terme. Prêter sur le long terme est  en effet plus risqué ; de plus, la rémunération ne se fait pas rapidement mais sur le long terme. Il y a ainsi une relation positive entre la longueur du terme de l'obligation et son taux d'intérêt. Cette relation positive peut être représentée comme une courbe, la « courbe des taux ».
Cependant, il arrive que la courbe s'inverse, c'est-à-dire qu'elle devienne décroissante. Cela signifie que le taux d'intérêt de court terme est plus élevé que celui de long terme. Les obligations à 1 an ont dans cette situation un taux plus élevé que celles de 10 ans. 

### Causes
L'inversion des taux peut avoir plusieurs causes.
La première est conjoncturelle : les investisseurs perçoivent que l'économie ralentit ou s'apprête à chuter, ils cherchent à placer leurs fonds dans des placements sûrs. Ils achètent alors massivement des obligations publiques de long terme. L'augmentation brutale de la demande des obligations, face à une offre stable, provoque mécaniquement une augmentation de la valeur de ces obligations. Or, le taux d'intérêt est fonction inverse de la valeur de l'obligation : lorsqu'une obligation a beaucoup de valeur, elle propose un taux d'intérêt faible, et vice versa. On aboutit donc à ce que les taux de long terme chutent et passent sous ceux des obligations de court terme.
La deuxième est liée à la politique monétaire : lorsque l'économie est en phase de surchauffe, la banque centrale décide généralement de mettre en place une politique monétaire restrictive. Il s'agit pour elle d'augmenter les taux d'intérêt afin de renchérir le coût de l'investissement et du crédit, et ainsi que l'offre de monnaie se stabilise ou chute. La banque centrale, via ses opérations d'open market, agit principalement sur les taux de court terme en les faisant augmenter. Ils peuvent par ce biais en venir à dépasser les taux de long terme.

## Historique
Depuis la fin des années 1960, les six récessions que les États-Unis ont connu ont été précédées d'une inversion de la courbe des taux.
La crise économique de 1992 est préfigurée par une inversion des taux au sein des pays du G7. L'inversion apparaît dès 1989. Elle est due à deux phénomènes : premièrement, l'augmentation des achats de bons du Trésor à taux long dès que l'économie commence à montrer ses premiers signes de faiblesse, qui réduit les taux de long terme ; deuxièmement, à la politique monétaire restrictive menée par la Réserve fédérale des États-Unis pour réduire l'inflation. Cette politique restrictive se traduit par une augmentation des taux d'intérêt à court terme, qui dépassent ceux de long terme. La politique monétaire politique monétaire expansionniste qui suit la crise réduit les taux à court terme à nouveau,. 
Une étude menée par la Direction de la Prévision du ministère de l'Économie et des Finances aboutit à la conclusion que la courbe des taux permet de prédire l'évolution du PIB sur un horizon de 18 mois. La courbe des taux s'inverse dans les mois qui précèdent la crise économique mondiale de 2008.